# Witiza
Witiza (Flavius Vitiza Rex; † 710) war von 702 bis 710 König des Westgotenreichs. Er war der Sohn von König Egica und Königin Cixilo und Nachfolger seines Vaters.

## Mitregentschaft
Egica erhob seinen Sohn Witiza entweder 694 oder 695 zum Mitregenten (diese Datierung ist durch eine zeitgenössische Urkunde zweifelsfrei gesichert). Die Königssalbung Witizas erfolgte aber erst am 15. November 700 anlässlich des 13. Jahrestags des Regierungsantritts seines Vaters. Egica übertrug seinem Sohn die Zuständigkeit für das Gebiet des ehemaligen Suebenreichs im äußersten Nordwesten der Pyrenäenhalbinsel; dort residierte Witiza in der Stadt Tui. Angeblich erschlug er in Tui Fafila, den Vater Pelayos, des späteren Gründers des asturischen Reichs. Egica war in der letzten Phase seiner Herrschaft altersschwach, daher führte Witiza bereits die Regierungsgeschäfte. Im November oder Dezember 702 starb Egica, und Witiza übernahm die Alleinherrschaft.

## Alleinherrschaft

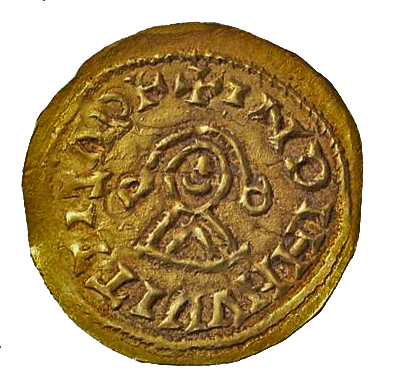
Goldmünze Witizas aus Braga

Was dann geschah, wird in den Quellen sehr unterschiedlich geschildert. Die beste Quelle ist die 754 verfasste Mozarabische Chronik. Sie ist den Ereignissen zeitlich relativ nahe und wird in der Forschung als glaubwürdig eingestuft. Ihr zufolge war Witiza außerordentlich beliebt und erfolgreich; seine Herrschaft wird als Friedens- und Glanzzeit beschrieben. Auch wird Witizas Milde gerühmt und berichtet, er habe Gegner seines Vaters, die dieser enteignet und verbannt hatte, rehabilitiert und ihnen ihren Besitz zurückgegeben und eine allgemeine Versöhnungspolitik betrieben.
Ein völlig anderes Bild zeichnen das Chronicon Moissiacense und die im späten 9. Jahrhundert verfasste Chronik Alfons’ III. sowie die ihnen folgende spätere Geschichtsschreibung. Sie beschreiben Witiza als lasterhaften Menschen, der mehrere Ehefrauen und Mätressen hatte und die Kirche zugrunde richtete, indem er nicht nur Priestern, sondern sogar Bischöfen befahl, Ehefrauen zu nehmen. Damit habe er den Zorn Gottes herausgefordert, und die Folge sei der Untergang des Westgotenreichs durch die arabische Invasion ein Jahr nach Witizas Tod gewesen.
Die Darstellung in den späten witizafeindlichen Quellen ist unglaubwürdig. Sie ist ein Teil der Propaganda des Königs Alfons III. von Asturien (Neogotizismus). Das Motiv ist offenkundig. Für die Christen war die arabische Eroberung eine unfassbare Katastrophe, die einer theologischen Erklärung bedurfte. Diese konnte nur darin bestehen, dass die Goten schwer gesündigt hatten und dafür von Gott bestraft wurden. Da Witizas Nachfolger Roderich, der den Kampf gegen die Muslime verlor, nur ein Jahr regierte, kam er als Sündenbock nur bedingt in Betracht. Daher fiel Witiza die Rolle des wichtigsten Bösewichts zu. Hinzu kam der Umstand, dass Witizas Familie sich nach dem Untergang des Westgotenreichs bereitwillig mit den muslimischen Siegern arrangierte; Witizas Enkelin Sara (bekannt als Sara la Goda) heiratete einen Muslim und trat möglicherweise zum Islam über. Seine Söhne Alamund, Romulus und Ardabast wurden von gegnerischen Kreisen beschuldigt, schon vor der Niederlage hochverräterisch mit den Arabern kollaboriert zu haben. Der gegen Witiza erhobene Vorwurf, die Unkeuschheit des Klerus gefördert zu haben, war in Anbetracht der in Spanien traditionellen Sittenstrenge sehr schwerwiegend; im Westgotenreich war der Zölibat für die höheren Weihegrade schon vom 4. Reichskonzil von Toledo 633 streng vorgeschrieben worden. Die Behauptung, Witiza habe den Priestern die Heirat befohlen, könnte eine polemisch verzerrte Darstellung einer tatsächlichen Genehmigung von Priesterehen sein.
Auffällig ist, dass die Akten des einzigen Reichskonzils, das Witiza abhielt, des 18. Toletanums, verloren sind; die Akten der vielen Konzilien seiner Vorgänger sind hingegen erhalten. Dies dürfte darauf zurückzuführen sein, dass Witiza auch kirchenpolitisch einen anderen (liberaleren) Kurs steuerte als sein Vater und dass seine Maßnahmen einflussreichen Teilen des Klerus missfielen.
Der Historiker Roger Collins hat vermutet, dass Witiza von seinem Nachfolger Roderich gestürzt und dabei wahrscheinlich getötet wurde. Diese Annahme ist allerdings spekulativ, da keine Quelle über einen Sturz und einen gewaltsamen Tod Witizas berichtet. Jedenfalls wurden seine Söhne bei der Thronfolge übergangen.
Der Tod Witizas wird von den meisten Historikern ins Jahr 710 gesetzt.